# Avrilly (Eure)
Avrilly és un municipi francès situat al departament de l'Eure i a la regió de Normandia. L'any 2007 tenia 377 habitants.

## Demografia

### Població
El 2007 la població de fet d'Avrilly era de 377 persones. Hi havia 140 famílies, de les quals 22 eren unipersonals (9 homes vivint sols i 13 dones vivint soles), 52 parelles sense fills, 57 parelles amb fills i 9 famílies monoparentals amb fills.
La població ha evolucionat segons el següent gràfic:
Habitants censats

### Habitatges
El 2007 hi havia 162 habitatges, 146 eren l'habitatge principal de la família, 11 eren segones residències i 5 estaven desocupats. 161 eren cases i 1 era un apartament. Dels 146 habitatges principals, 124 estaven ocupats pels seus propietaris, 21 estaven llogats i ocupats pels llogaters i 1 estava cedit a títol gratuït; 2 tenien dues cambres, 21 en tenien tres, 39 en tenien quatre i 84 en tenien cinc o més. 123 habitatges disposaven pel capbaix d'una plaça de pàrquing. A 50 habitatges hi havia un automòbil i a 89 n'hi havia dos o més.

### Piràmide de població
La piràmide de població per edats i sexe el 2009 era:
| Homes | Edats   | Dones |
| ----- | ------- | ----- |
| 0     | 95 o +  | 0     |
| 0     | 90 a 94 | 0     |
| 4     | 85 a 89 | 4     |
| 0     | 80 a 84 | 4     |
| 4     | 75 a 79 | 0     |
| 0     | 70 a 74 | 8     |
| 4     | 65 a 69 | 0     |
| 16    | 60 a 64 | 8     |
| 16    | 55 a 59 | 12    |
| 20    | 50 a 54 | 16    |
| 16    | 45 a 49 | 8     |
| 16    | 40 a 44 | 24    |
| 12    | 35 a 39 | 4     |
| 0     | 30 a 34 | 4     |
| 12    | 25 a 29 | 16    |
| 8     | 20 a 24 | 4     |
| 8     | 15 a 19 | 12    |
| 28    | 10 a 14 | 12    |
| 0     | 5 a 9   | 16    |
| 4     | 0 a 4   | 8     |

## Economia
El 2007 la població en edat de treballar era de 250 persones, 190 eren actives i 60 eren inactives. De les 190 persones actives 175 estaven ocupades (93 homes i 82 dones) i 15 estaven aturades (4 homes i 11 dones). De les 60 persones inactives 28 estaven jubilades, 19 estaven estudiant i 13 estaven classificades com a «altres inactius».

### Ingressos
El 2009 a Avrilly hi havia 162 unitats fiscals que integraven 439 persones, la mediana anual d'ingressos fiscals per persona era de 22.415 €.

### Activitats econòmiques
Dels 8 establiments que hi havia el 2007, 2 eren d'empreses de construcció, 1 d'una empresa de comerç i reparació d'automòbils, 3 d'empreses de serveis i 2 d'entitats de l'administració pública.
L'únic servei als particulars que hi havia el 2009 era un paleta.
L'any 2000 a Avrilly hi havia 5 explotacions agrícoles que ocupaven un total de 535 hectàrees.

## Equipaments sanitaris i escolars
El 2009 hi havia una escola maternal integrada dins d'un grup escolar amb les comunes properes formant una escola dispersa.

## Poblacions més properes
El següent diagrama mostra les poblacions més properes.